# Biosignatur
En biosignatur er et stof eller et fænomen, der kan stamme fra tidligere eller nuværende liv. Målbare parametre for liv omfatter ikke bare livets komplekse fysiske og kemiske strukturer men også dets energiudnyttelse og produktion af biomasse og affald. 
På grund af en biosignaturs unikke egenskaber kan den tolkes som produceret af levende organismer, dog uden at være et endeligt bevis for liv, med mindre en anden oprindelse definitivt kan udelukkes.
Udtrykket biomarkør bruges undertiden synonymt med biosignatur.

## Eksempler på biosignaturer
- Fossiler

- Organiske molekyler, som for eksempel isopren [1] thiophen, methylthiophener, methanthiol og dimethylsulfid [2]

- Bestemte isotoper af kulstof, kvælstof og brint i organiske stoffer

- Mineraler med indhold af bestemte isotoper af svovl og oxygen

- Redox-forholdet af metaller (fx, Fe, Mo, Cr, og sjældne jordarter)

## Hvordan bruges biosignaturer

### Søgen efter liv i universet
Allan Hills 84001-meteoritten med sine ejendommelige strukturer (se billedet), Polonnaruwa-meteoritten med lignende strukturer og organiske molekyler og Murchison-meteoritten med et højt indhold af mange organiske molekyler har sat gang i diskussionen om liv i universet.

Med rumteleskoper og radioteleskoper søges intenst efter biomarkører som organiske stoffer på overfladen eller en luftart i atmosfæren på Månen, på Solsystemets andre planeter og måner og på exoplaneter.
Forskere har med held set efter biosignaturer med mobile laboratorier på Mars.